# الطريق إلى الشرق
الطريق إلى الشرق (بالإنجليزية: Way Down East) هو فيلم صامت دراما رومانسي أمريكي إنتاج عام 1920، من إخراج ديفيد غريفيث وبطولة ليليان غيش، ريتشارد بارثلميس، ويل شيرمان، بور مكينتوش وكيت بروس. حقق إيرادات بلغت 4.5 مليون دولار أمريكي.

## سيناريو
آنا فتاة ريفية فقيرة يخدعها رجل وسيم من أهل المدينة يدعى لينوكس، ويوقعها في زواج وهمي. عندما تحمل يكشف حقيقة علاقتهما ويتركها تلد طفلها، الذي يُدعى "ترست لينوكس"، بمفردها في نُزُل.
عندما يموت الطفل، تتجول حتى تحصل على وظيفة مع السيد بارتليت. على الرغم من خطوبتهما غير الرسمية، يقع ديفيد ابن السيد بارتليت في حبها، لكنها ترفضه بسبب ماضيها السيء. ثم يظهر لينوكس كصديق قديم لعائلة بارتليت، ويشتاق لفتاة أخرى من أهل المدينة، كيت. عندما يرى آنا، يحاول إقناعها بالمغادرة، لكنها ترفض الرحيل مدعية أنها لم ترتكب أي خطأ، مع أنها تعده بعدم الحديث عن تاريخهم.
أخيرًا، تتعرف المرأة التي تدير النُزُل أثناء زيارتها لعائلة بارتليت على آنا. يعلم السيد بارتليت في النهاية بماضي آنا من مارثا، ثرثارة المدينة. في غضبه، ألقى آنا في عاصفة ثلجية. وافقت على الذهاب، ولكن ليس قبل أن تُعلن عن لينوكس المحترم كشخص تركها ووالد طفلها الميت. ضاعت في العاصفة الهائجة بينما قاد ديفيد فريق بحث. طفت آنا فاقدة الوعي على طوف جليدي أسفل نهر باتجاه شلال، حتى أنقذها ديفيد في اللحظة الأخيرة وتزوجها.

## طاقم العمل
- ليليان غيش بدور آنا مور
- ريتشارد بارثلميس بدور ديفيد بارتليت
- ويل شيرمان بدور لينوكس ساندرسون
- بور مكينتوش بدور الإسطبل بارتليت
- كيت بروس بدور الأم بارتليت
- ماري هاي بدور كيت، ابنة أخ الإسطبل
- كريتون هيل بدور الأستاذ
- إميلي فيتزروي بدور ماريا بول، صاحبة المنزل
- بورتر سترونغ بدور سيث هولكومب
- إدغار نيلسون بدور "هاي" هولر
- مارغريت فرانسيس اندروز بدور ديانا تريمونت
- فيفيا أوجدن بدور مارثا بيركنز
- جورج نيفيل بدور الشرطي

## وصلات خارجية
- الطريق إلى الشرق على موقع IMDb (الإنجليزية)
- الطريق إلى الشرق على موقع روتن توميتوز (الإنجليزية)
- الطريق إلى الشرق على موقع نتفليكس (الإنجليزية)
- الطريق إلى الشرق على موقع ألو سيني (الفرنسية)
- الطريق إلى الشرق على موقع Turner Classic Movies (الإنجليزية)
- الطريق إلى الشرق على موقع أول موفي (الإنجليزية)
- الطريق إلى الشرق على موقع فيلمافينيتي (الإسبانية)
- الطريق إلى الشرق على موقع قاعدة بيانات الأفلام السويدية (السويدية)
- الطريق إلى الشرق على موقع قاعدة بيانات الفيلم (الإنجليزية)
- الطريق إلى الشرق على موقع ليتربوكسد (الإنجليزية)